# 프레리 서프 스튜디오
프레리 서프 스튜디오(영어: Prairie Surf Studios)는 미국 오클라호마주 오클라호마시티에 위치한 실내 경기장이다. 과거 G 리그 오클라호마시티 블루와 AHL 오클라호마시티 배런스와 CHL 오클라호마시티 블레이저스의 홈경기장으로 사용했다. 이 경기장은 2025년 3월 말 철거될 예정이면 이 자리에 2028년 NBA 오클라호마시티 선더의 새 홈구장인 뉴 오클라호마시티 아레나(영어: New Oklahoma City Arena)가 건설될 예정이다.